# Golden Trail World Series 2024
Navigation
2023 2025
La Golden Trail World Series 2024 est la septième édition des Golden Trail World Series, compétition internationale de trail et skyrunning organisée par Salomon.

## Règlement
La finale comprend un prologue et une course principale, avec des courses séparées pour les hommes et les femmes. Les athlètes terminant dans le top 30 du classement général après les huit courses régulières peuvent participer à la finale dans la catégorie « Élite ». Le classement final prend en compte les quatre meilleurs résultats des courses régulières plus les points du prologue et de la course finale. Cependant, avec l'annulation du Tatra Sky Marathon, seuls les trois meilleurs résultats des courses régulières sont pris en compte.
| Classement                           | 1er | 2e  | 3e  | 4e  | 5e  | 6e  | 7e  | 8e  | 9e  | 10e | 11e | 12e | 13e | 14e | 15e | 16e | 17e | 18e | 19e | 20e | 21e | 22e | 23e | 24e | 25e | 26e | 27e | 28e | 29e | 30e |
| ------------------------------------ | --- | --- | --- | --- | --- | --- | --- | --- | --- | --- | --- | --- | --- | --- | --- | --- | --- | --- | --- | --- | --- | --- | --- | --- | --- | --- | --- | --- | --- | --- |
| Points pour les courses régulières   | 200 | 188 | 176 | 166 | 156 | 150 | 144 | 140 | 136 | 133 | 130 | 127 | 124 | 121 | 118 | 115 | 112 | 109 | 106 | 103 | 100 | 97  | 94  | 91  | 88  | 85  | 82  | 79  | 76  | 73  |
| Points pour le prologue de la finale | 100 | 94  | 88  | 83  | 78  | 75  | 72  | 70  | 68  | 67  | 65  | 64  | 62  | 61  | 59  | 58  | 56  | 55  | 53  | 52  | 50  | 49  | 47  | 46  | 44  | 43  | 41  | 40  | 38  | 37  |
| Points pour la finale                | 300 | 282 | 264 | 249 | 234 | 225 | 216 | 210 | 204 | 199 | 195 | 190 | 186 | 181 | 177 | 172 | 168 | 163 | 159 | 154 | 150 | 145 | 141 | 136 | 132 | 127 | 123 | 118 | 114 | 109 |

## Programme
Le calendrier s'agrandit à 8 courses régulières en plus de la finale. Deux courses sont ajoutées au Japon et en Chine pour répondre à l'intérêt croissant des coureurs asiatiques. La DoloMyths Run et l'ascension de Pikes Peak sortent du calendrier. La finale a lieu dans la région d'Ascona-Locarno en Suisse dans une épreuve inédite organisée en collaboration avec le Scenic Trail (en). Tout comme en 2023, elle comprend un prologue long de 7 km ainsi qu'une course principale de 23,5 kilomètres. Les courses hommes et femmes y sont séparées.
| Nom de la course                   | Distance       | Dénivelé              | Pays       | Date               |
| ---------------------------------- | -------------- | --------------------- | ---------- | ------------------ |
| Kobe Trail                         | 21,3 km        | +/-2 062 m            | Japon      | 20 avril 2024      |
| Four Sisters Mountain Trail        | 22 km          | +/-1 530 m            | Chine      | 27 avril 2024      |
| Zegama-Aizkorri                    | 42,2 km        | +/-2 736 m            | Espagne    | 26 mai 2024        |
| Marathon du Mont-Blanc             | 42 km          | +/-2 450 m            | France     | 30 juin 2024       |
| Sierre-Zinal                       | 31 km          | +2 200 m / -1 100 m   | Suisse     | 10 août 2024       |
| Tatra Sky Marathon                 | 28 km          | +/-1 750 m            | Pologne    | 17 août 2024       |
| Headlands 27K                      | 27 km          | +/-1 280 m            | États-Unis | 14 septembre 2024  |
| Mammoth 26K                        | 26 km          | +/-1 400 m            | États-Unis | 22 septembre 2024  |
| Ascona Locarno Golden Trail Finals | 7 km + 23,5 km | +/-400 m + +/-1 400 m | Suisse     | 17-20 octobre 2024 |

## Résultats

### Hommes
L'orienteur suisse Joey Hadorn crée la surprise en s'emparant de la tête du Kobe Trail à mi-parcours. Il voit le Marocain Elhousine Elazzaoui le talonner pour la tête de course mais ce dernier chute dans la troisième boucle. Alors que les pronostics estimaient le parcours trop technique pour le Kényan Patrick Kipngeno, ce dernier effectue une course stratégique et parvient à doubler tous ses adversaires pour remporter sa première victoire en Golden Trail World Series. Joey Hadorn s'assure de la deuxième place tandis qu'Elhousine Elazzaoui, reparti sur un bon rythme, parvient à terminer sur la troisième marche du podium.
Patrick Kipngeno mène le Two Sisters Mountain Trail du début à la fin pour s'offrir sa deuxième victoire d'affilée. Il s'impose avec six minutes d'avance sur ses rivaux. Elhousine Elazzaoui ne parvient pas à suivre le rythme du Kényan. Il effectue une solide course et assure la deuxième place. La troisième place fait l'objet d'une lutte serrée entre plusieurs coureurs mais c'est l'Italien Daniel Pattis qui parvient à se détacher pour compléter le podium.
Kílian Jornet prend la tête de course de Zegama-Aizkorri dès le départ. Courant seul en tête, il remporte son onzième succès à deux minutes de son propre record du parcours. Derrière lui, son coéquipier Elhousine Elazzaoui tente de conserver la deuxième place. Rattrapé par plusieurs coureurs, il profite de la descente finale pour reprendre son bien, menant Bartłomiej Przedwojewski dans son sillage. Les deux hommes complètent le podium à 40 secondes l'un de l'autre mais avec plus de huit minutes de retard sur Kílian Jornet.
Annoncés comme favoris sur le marathon du Mont-Blanc, Rémi Bonnet et Elhousine Elazzaoui se livrent un duel serré aux avants-poste. Sans réussir à se départager en première partie de course, le Marocain attend patiemment la dernière descente pour lancer son attaque et filer vers la victoire. Rémi Bonnet doit se contenter de la deuxième place. Courant avec le duo de tête en première partie de course, le Suisse Roberto Delorenzi se fait ensuite distancer. Il résiste aux assauts de Kényan Kevin Kibet et parvient à terminer sur la troisième marche du podium.
Grand favori de Sierre-Zinal, Kílian Jornet ne déçoit pas et mène la course dès les débuts. Il est suivi par les coureurs kényans de l'équipe run2gether. En retrait par rapport à ses coéquipiers, Philemon Kiriago lance son attaque à mi-parcours et parvient à revenir sur les talons de l'Espagnol. Les deux hommes se livrent un duel serré en fin de course et la victoire se joue au sprint final à l'avantage de Kílian Jornet qui s'offre sa dixième victoire et établit un nouveau record du parcours en 2 h 25 min 34 s. Patrick Kipngeno effectue une solide course pour compléter le podium.
Le Tatra Sky Marathon est annulé en raison des orages. Avec une course en moins au calendrier, les organisateurs décident d'adapter le règlement où désormais seuls les trois meilleurs résultats sont pris en compte pour le classement général.
Un quatuor composé d'Elhousine Elazzaoui, Philemon Kiriago, Patrick Kipngeno et Rémi Bonnet se forme en tête de la Headlands 27K. Courant sur un rythme soutenu, les quatre hommes restent groupés jusqu'à un kilomètre de l'arrivée. Elhousine Elazzaoui et Philemon Kiriago accélèrent pour tenter de remporter la victoire. Le Marocain parvient à faire la différence dans le sprint final et s'impose avec seulement deux secondes d'avance sur son rival. Patrick Kipngeno assure la troisième place devant Rémi Bonnet.
Souhaitant ne pas finir au sprint, Philemon Kiriago mène d'emblée la Mammoth 26K sur un rythme soutenu. Il ne parvient cependant pas à se défaire de Patrick Kipngeno et Elhousine Elazzaoui et finit par lever le pied en fin de course pour assurer la troisième place. En tête, Elhousine Elazzaoui tente d'accélérer à plusieurs reprises mais est toujours talonné par Patrick Kipngeno. Les deux hommes terminent la course au sprint, finalement à l'avantage du Marocain pour une seconde.
Le prologue de la finale se court en contre-la-montre lors de l'Ascona-Locarno Trail. Courant à domicile, Elhousine Elazzaoui tire avantage de la connaissance du terrain pour s'imposer. Rémi Bonnet effectue une solide course et se classe deuxième devant Patrick Kipngeno.
Lors de la finale, Rémi Bonnet talonne les coureurs kényans puis lance son attaque lors de la première descente pour tenter de distancer ses adversaires. Elhousine Elazzaoui accélère en seconde partie de course et s'empare de la tête pour filer vers la victoire. Il remporte la finale et le classement général grâce à un score parfait de 1000 points. Rémi Bonnet se classe deuxième de la finale devant Patrick Kipngeno mais ce dernier conserve sa deuxième place au classement général devant le Suisse,.
- Prologue finale (100 points au vainqueur)
- Course régulière (200 points au vainqueur)
- Finale (300 points au vainqueur)

| Course                                        | Vainqueur                           | Deuxième                            | Troisième                           |
| --------------------------------------------- | ----------------------------------- | ----------------------------------- | ----------------------------------- |
| Kobe Trail                                    | Patrick Kipngeno                    | Joey Hadorn                         | Elhousine Elazzaoui                 |
| Four Sisters Mountain Trail                   | Patrick Kipngeno                    | Elhousine Elazzaoui                 | Daniel Pattis                       |
| Zegama-Aizkorri                               | Kílian Jornet                       | Elhousine Elazzaoui                 | Bartłomiej Przedwojewski            |
| Marathon du Mont-Blanc                        | Elhousine Elazzaoui                 | Rémi Bonnet                         | Roberto Delorenzi                   |
| Sierre-Zinal                                  | Kílian Jornet                       | Philemon Ombogo Kiriago             | Patrick Kipngeno                    |
| Tatra Sky Marathon                            | Course annulée en raison des orages | Course annulée en raison des orages | Course annulée en raison des orages |
| Headlands 27K                                 | Elhousine Elazzaoui                 | Philemon Ombogo Kiriago             | Patrick Kipngeno                    |
| Mammoth 26K                                   | Elhousine Elazzaoui                 | Patrick Kipngeno                    | Philemon Ombogo Kiriago             |
| Ascona Locarno Golden Trail Finals - Prologue | Elhousine Elazzaoui                 | Rémi Bonnet                         | Patrick Kipngeno                    |
| Ascona Locarno Golden Trail Finals - Finale   | Elhousine Elazzaoui                 | Rémi Bonnet                         | Patrick Kipngeno                    |

### Femmes
La Suissesse Maude Mathys revient en forme sur le Kobe Trail après une longue convalescence. Partie sur un rythme prudent, elle hausse l'allure et parvient à doubler la Kényane Joyce Muthoni Njeru pour s'emparer de la tête de course et filer vers la victoire. L'Espagnole Sara Alonso effectue une solide course et termine deuxième devant la Suissesse Theres Leboeuf.
Joyce Muthoni Njeru mène le Two Sisters Mountain Trail sur un rythme soutenu pour s'offrir sa première victoire en Golden Trail World Series. Maude Mathys ne parvient pas à la suivre et doit résister aux assauts de l'Américaine Grayson Murphy. Cette dernière s'empare brièvement de la deuxième place avant de lever le pied. Habituée aux distances plus courtes, elle est victime de crampes en fin de course et termine péniblement à la troisième place, cinq minutes derrière la Suissesse.
Theres Leboeuf prend la première les commandes de Zegama-Aizkorri. Sylvia Nordskar la talonne puis parvient à la doubler et s'envole seule en tête pour s'offrir la victoire. Derrière elle, les places du podium font l'objet d'une lutte serrée entre la Suissesse et plusieurs Espagnoles. Partie prudemment, Malen Osa effectue une solide remontée pour s'offrir la deuxième place. Marta Martínez Abellán parvient à doubler Theres Leboeuf pour terminer sur la troisième marche du podium.
Un trio composé de Judith Wyder, Mădălina Florea et Sophia Laukli se forme en tête du marathon du Mont-Blanc. Courant au coude-à-coude durant la majorité de la course, le groupe se disloque en fin de course. Courant pour la première fois sur une distance marathon, la Roumaine ne parvient pas à suivre Judith Wyder qui lance son attaque en fin de course pour aller s'offrir la victoire. Mădălina Florea parvient à conserver son rythme pour s'offrir la deuxième place. Sophia Laukli lève le pied en fin de course, permettant à la Chinoise Miao Yao de la doubler pour terminer sur la troisième marche du podium.
Inconnue sur la scène du trail, la Kényane Joyline Chepngeno crée la surprise en s'emparant de la tête de course de Sierre-Zinal dès les débuts. Revenue à la compétition après avoir perdu 30 kg, elle domine sa toute première course de trail et remporte aisément la victoire avec huit minutes d'avance sur ses concurrentes. La Britannique Scout Adkin réalise également une excellente course pour sa première participation à Sierre-Zinal et s'offre la deuxième place devant la Roumaine Mădălina Florea qui complète le podium.
Le départ de la course féminine du Tatra Sky Marathon est avancé d'une heure en raison des conditions météorologiques. Cependant, la course est interrompue en raison des orages puis annulée. Avec une course en moins au calendrier, les organisateurs décident d'adapter le règlement où désormais seuls les trois meilleurs résultats sont pris en compte pour le classement général.
Désireuse de décrocher une victoire cette saison, la Roumaine Mădălina Florea mène la Headlands 27K avec Joyce Muthoni Njeru sur ses talons. Cette dernière parvient à accélérer en deuxième partie de course pour dépasser la Roumaine et filer vers la victoire. Mădălina Florea assure la deuxième place tandis que l'Américaine Lauren Gregory effectue une solide course derrière le duo de tête pour terminer sur la troisième marche du podium.
Joyce Muthoni Njeru domine la Mammoth 26K de bout en bout pour s'offrir sa troisième victoire de la saison. Derrière elle, Mădălina Florea assure la deuxième place. La troisième place est d'abord prise par l'Américaine Rachel Drake mais sa compatriote Anna Gibson parvient à revenir sur elle en fin de course puis à la doubler pour terminer sur la troisième marche du podium.
Le prologue de la finale se court en contre-la-montre lors de l'Ascona-Locarno Trail. Joyce Muthoni Njeru fait étalage de son talent et s'impose devant Lauren Gregory et Mădălina Florea.
Lors de la finale, Joyce Muthoni Njeru doit faire face à sa compatriote Joyline Chepngeno. Les deux femmes se livrent un duel serré en tête jusqu'à ce que Joyce Muthoni Njeru soit victime d'une entorse à la cheville. Joyline Chepngeno s'impose aisément. Lauren Gregory parvient à doubler Joyce Muthoni Njeru pour la seconde place. La Kényane termine sur la troisième marche du podium et remporte le classement général. Elle devient la première athlète africaine à remporter la Golden Trail World Series. Judith Wyder termine au pied du podium et se hisse à la deuxième place du classement général devant Malen Osa. Deuxième au classement général avant la finale, Mădălina Florea connaît une course difficile. Victime de nausées, elle refuse d'abandonner et termine péniblement à la 43e place. Elle chute à la sixième place du classement général.
- Prologue finale (100 points au vainqueur)
- Course régulière (200 points au vainqueur)
- Finale (300 points au vainqueur)

| Course                                        | Vainqueur                           | Deuxième                            | Troisième                           |
| --------------------------------------------- | ----------------------------------- | ----------------------------------- | ----------------------------------- |
| Kobe Trail                                    | Maude Mathys                        | Sara Alonso                         | Theres Leboeuf                      |
| Four Sisters Mountain Trail                   | Joyce Muthoni Njeru                 | Maude Mathys                        | Grayson Murphy                      |
| Zegama-Aizkorri                               | Sylvia Nordskar                     | Malen Osa                           | Marta Martínez Abellán              |
| Marathon du Mont-Blanc                        | Judith Wyder                        | Mădălina Florea                     | Miao Yao                            |
| Sierre-Zinal                                  | Joyline Chepngeno                   | Scout Adkin                         | Mădălina Florea                     |
| Tatra Sky Marathon                            | Course annulée en raison des orages | Course annulée en raison des orages | Course annulée en raison des orages |
| Headlands 27K                                 | Joyce Muthoni Njeru                 | Mădălina Florea                     | Lauren Gregory                      |
| Mammoth 26K                                   | Joyce Muthoni Njeru                 | Mădălina Florea                     | Anna Gibson                         |
| Ascona Locarno Golden Trail Finals - Prologue | Joyce Muthoni Njeru                 | Lauren Gregory                      | Mădălina Florea                     |
| Ascona Locarno Golden Trail Finals - Finale   | Joyline Chepngeno                   | Lauren Gregory                      | Joyce Muthoni Njeru                 |

## Classements
| Rang               | Nom                     | Course 1 | Course 2 | Course 3 | Course 4 | Course 5 | Course 6 | Course 7 | Course 8 | Finale | Total |
| ------------------ | ----------------------- | -------- | -------- | -------- | -------- | -------- | -------- | -------- | -------- | ------ | ----- |
| Médaille d'or      | Elhousine Elazzaoui     | 176      | 188      | 188      | 200      |          |          | 200      | 200      | 400    | 1000  |
| Médaille d'argent  | Patrick Kipngeno        | 200      | 200      |          |          | 176      |          | 176      | 188      | 352    | 940   |
| Médaille de bronze | Rémi Bonnet             |          |          |          | 188      | 136      |          | 166      | 166      | 376    | 896   |
| 4                  | Philemon Ombogo Kiriago | 0        | 166      |          |          | 188      |          | 188      | 176      | 302    | 854   |
| 5                  | Daniel Pattis           | 156      | 176      |          | 133      | 130      |          |          | 156      | 288    | 776   |

| Rang               | Nom                 | Course 1 | Course 2 | Course 3 | Course 4 | Course 5 | Course 6 | Course 7 | Course 8 | Finale | Total |
| ------------------ | ------------------- | -------- | -------- | -------- | -------- | -------- | -------- | -------- | -------- | ------ | ----- |
| Médaille d'or      | Joyce Muthoni Njeru | 166      | 200      |          |          | 127      |          | 200      | 200      | 364    | 964   |
| Médaille d'argent  | Judith Wyder        |          |          |          | 200      | 0        |          | 166      | 121      | 327    | 814   |
| Médaille de bronze | Malen Osa           | 156      | 156      | 188      |          |          |          |          |          | 269    | 769   |
| 4                  | Miao Yao            |          | 150      |          | 176      |          |          | 150      | 133      | 254    | 730   |
| 5                  | Anna Gibson         |          |          |          |          | 150      |          | 144      | 176      | 256    | 726   |